# Fabio Mengozzi
Fabio Mengozzi (ur. 12 maja 1980 w Asti) – włoski kompozytor i pianista.

## Życiorys
Urodził się i wychował w Asti, gdzie zaczął pobierać lekcje fortepianu. Studiował w Konserwatorium Turyn, gdzie otrzymał dyplom z pianistyki w 1999 oraz z kompozycji w 2004. Uczeń Aldo Ciccolini i Azio Corghi w zakresie kompozycji. Muzyka Fabio Mengozzi jest wykonywana w wielu krajach.

## Muzyka
Mimo iż twórczość Fabio Mengozziego zazwyczaj charakteryzuje się oniryczną, wręcz senną i pozornie neoromantyczną atmosferą, głęboko nacechowana jest filozoficzną i numerologiczną perspektywą. Ta cecha twórczości wielokrotnie zapewniła już swemu autorowi oryginalny tytuł kompozytora pitagorejskiego na współczesnej scenie muzycznej.

## Dyskografia
- Italy, CD harpAcademy (2014)[14]
- Mistero e poesia, CD Stradivarius 37094 (2018)[15][16],
- A Mario Castelnuovo-Tedesco, Music by Castelnuovo-Tedesco – Scapecchi – Mengozzi, CD Editions Habanera (2019)[17]
- Romanza alla Terra (singel), pianista Anna Sutyagina (2021)
- Melodia lunare V (singel), pianista Anna Sutyagina (2021)[18]
- Orpheus, album SMC Records (2022)[19]
- Romanza alla Terra (singel - muzyka elektroniczna) (2022)[20]
- Via crucis (album - muzyka elektroniczna) (2022)[21][22]
- Musica con creta (album - muzyka konkretna) (2023)[23][24]
- Suppliche (album - muzyka elektroniczna) (2023)[25]

## Dzieła
- Trio (2001) per flauto, oboe e pianoforte
- Sezioni di suono (2003) per quartetto di percussioni
- Elegia (2004) per due viole e pianoforte
- Interferenze (2004) per flauto, clarinetto, violoncello, pianoforte e percussione
- Ricercare (2004) per violino, violoncello e pianoforte
- Hortus conclusus (2004) per coro femminile
- Vortici, affetti e un'evocazione (2005) per orchestra
- I cerchi concentrici (2006) per pianoforte e percussioni
- Naos (2006) per viola e pianoforte
- Da una terra antica (2008) per coro misto
- Mirrors (2010) per chitarra e quartetto d'archi
- Lied (2010) per ensemble di clarinetti
- Sonata per arpa e percussione (2010)
- Arabesque (2011) per arpa
- Diario d'arpa (2011) per arpa
- Dieci frammenti celesti (2012) per pianoforte preparato
- Poema della trasmigrazione (2012) per arpa
- Romanza al cielo (2012) per arpa
- Rosa (2012) per arpa
- Crux (2012) per arpa
- Symbolon (2012) per due arpe
- Segreta luce (2013) per pianoforte
- Ascensio ad lucem (2013) per pianoforte
- Spire (2013) per pianoforte
- Le rêve de l'échelle (2013) per ensemble di clarinetti
- Novella (2013) per arpa o arpa celtica
- Mysterium (2013) per pianoforte
- Gan Naul (2013) per coro femminile
- Moto fluttuante (2014) per arpa
- Phoenix (2014) per violino e arpa
- Circulata melodia (2014) per pianoforte
- Oltrepassando il valico (2014) per pianoforte
- Veli (2014) per pianoforte
- Commiato (2014) per pianoforte
- Poema della luce (2014) per pianoforte
- Poema litico (2015) per pianoforte a quattro mani
- Sub vesperum (2015) per pianoforte a quattro mani
- Anelito al silenzio (2015) per pianoforte
- Reverie IV (2015) per pianoforte
- Larus (2015) per violino, viola, violoncello e pianoforte
- Artifex (2015) per pianoforte
- Faro notturno (2015) per pianoforte
- Horizon (2015) per pianoforte
- Kairos (2015) per pianoforte
- Nauta (2015) per pianoforte
- Ianus (2015) per pianoforte
- Ananke (2016) per pianoforte
- Era (2016) per pianoforte
- Romanza alla Terra (2016) per pianoforte
- Reame (2016) per pianoforte
- Lettera (2016) per pianoforte
- Meteora (2016) per due pianoforti
- Promenade (2016) per pianoforte a sei mani
- Flos coeli (2016) per pianoforte
- Secretum (2016) per orchestra d'archi
- Ceruleo vagare (2017) per pianoforte
- Cometa nella notte (2017) pianoforte
- Estro (2017) per pianoforte
- Rivo di cenere (2017) per pianoforte
- Scintilla (2017) per pianoforte
- Sempiterna ruota (2017) pianoforte
- Sfinge (2017) per pianoforte
- Viride (2017) per pianoforte
- Constructores (2017) per orchestra d'archi
- Sorgente I (2018) per flauto e pianoforte
- Ousia (2018) per arpa e pianoforte
- Ousia II (2018) per flauto, violoncello, arpa e pianoforte
- Delta (2018) per quartetto d'archi
- Romanza alla Terra II (2018) per flauto e pianoforte
- Melodia lunare (2018) per corno inglese
- Melodia lunare II (2018) per oboe
- Fantasia (2018) per chitarra e pianoforte
- Fiat lux (2018) per organo
- Auriga (2018) per arpa e pianoforte
- Aurora (2018) per orchestra da camera
- Auriga II (2019) per pianoforte, arpa e orchestra d'archi
- Ora (2019) per flauto e violoncello
- SATOR (2019) per soprano e quartetto d'archi
- Pavana (2020) per due flauti contralti e flauto basso
- Solo (2020) per trombone
- Tre incantazioni (2020) per flauto[26]
- Vision (2020) per corno inglese, fagotto e pianoforte
- Raggio (2020) per clarinetto
- Agli albori (2020) per soprano e viola
- Aria dell'aria (2020) per flauto dei Nativi americani
- Claro (2020) per due clarinetti
- Oasi (2020) per flauto
- Rest in peace (2020) per soprano, flauto e pianoforte
- Melodia lunare III (2020) per flauto
- Melodia lunare IV (2020) per saxofono tenore
- Melodia lunare V (2020) per pianoforte
- Eclipse (2020) per saxofono soprano
- Autunno, petali sopiti nel vento (2021) per arpa
- Primavera, stormi frementi nel silenzio del tramonto (2021) per arpa
- Estate, luce di stelle nella notte (2021) per arpa
- Inverno, neve cadente nel gelo dell'alba (2021) per arpa
- Monodia cosmica (2021) per violino
- Ailes (2021) per ocarina
- Antica ocarina (2021) per ocarina
- The woman clothed with the sun (2022) per elettronica[20]
- Orpheus (2022) per elettronica
- Delle vette e degli abissi (2022) per saxofono e elettronica[20]
- Romanza alla Terra (2022) per elettronica
- Via crucis (2022) per elettronica
- Musica con creta (2023) per elettronica
- Suppliche (2023) per elettronica
- Venus (2023) per elettronica
- Antiche memorie custodite tra le fronde (2023) per elettronica
- Lullaby for a child born in times of war (2023) per elettronica
- Sub rosa (2023) per elettronica
- Lacrimosa (2023) per elettronica
- Ove tutto si dissolve (2023) per elettronica
- Salmo XXXIV (2023) per elettronica
- Oasi II (2023) per flauto basso e saxofono contralto
- Gemma (2023) per arpa[27]
- Notte leggiadra di pioggia (2023) per pianoforte (sola mano sinistra)[28]